# José María Iglesias
José María Iglesias Inzaurraga (Cidade do México, 5 de Janeiro de 1823 - 17 de Novembro de 1891), foi um político liberal mexicano que ocupou a presidência do México durante alguns meses após a proclamação do plano de Tuxtepec por parte de Porfírio Díaz em consequência da polémica reeleição de Sebastián Lerdo de Tejada.
Licenciado em direito, ocupou vários cargos ministeriais nos governos de Mariano Arista, Ignacio Comonfort e de Benito Juárez. Durante o mandato de Lerdo de Tejada foi nomeado presidente do supremo tribunal de justiça.
Em resposta ao modo fraudulento como se havia processado a reeleição de Lerdo de Tejada não reconheceu esta última, e na sua condição de presidente do supremo tribunal de justiça, autoproclamou-se presidente interino, com o apoio de alguns aliados, tendo estabelecido o seu governo em Salamanca, Guanajuato sob a protecção do governador daquele estado. Após Lerdo de Tejada ter abandonado o país rumo aos Estados Unidos, Díaz assume o controlo da capital, onde toma conhecimento do facto de Iglesias não apoiar o plano de Tuxtepec, o que leva a que Iglesias e seus poucos apoiantes sejam perseguidos por Díaz. Derrotado por este último, e tal como Lerdo de Tejada, abandona o país rumo aos Estados Unidos. Regressa ao México alguns meses depois, sendo-lhe oferecidos vários cargos superiores que não aceita, dedicando-se apenas à sua profissão.